# Богран, Мария Антониета де
Мария Антониета де Богран (исп. María Antonieta de Bográn) род. 13 июля 1955, Гондурас) — гондурасский государственный деятель. 27 января 2010 года заняла должность вице-президента государства.

## Биография
С 1990 по 1994 год Мария Антониета занимала должность директора по туризму Гондураса, во время правления президента Рафаэля Леонардо Кальехаса Ромеро. В 2009 году Мария Антониета была предложена Национальной партией Гондураса в качестве вице-президента страны. В январе 2010 года она стала вице-президентом Гондураса.
В 2010 году Мария Антониета прокомментировала массовое убийство гондурасских нелегальных эмигрантов в Мексике: «Мы просим мексиканские власти сделать все, чтобы остановить подобные преступления, чтобы насилие и злоупотребления в отношении мигрантов, которые направляются в США, прекратились».